# Boka (Fußballspieler)
Cleyton Coelho dos Santos kurz Boka (* 12. Mai 1988 in Xinguara) ist ein ehemaliger brasilianischer Fußballspieler.

## Karriere
Boka kam 2008 zu den Profis von Atlético Goianiense, die damals in der brasilianischen Série C spielten. Nachdem er in seinem ersten Jahr nur Zuschauer war und kurzzeitig an AE Canedense verliehen wurde, kam der Angreifer 2009 zu vier Kurzeinsätzen. Als Viertplatzierter stieg der Klub schließlich in die Campeonato Brasileiro de Futebol auf. Dort kam Boka schließlich zu seinem Erstligadebüt, nachdem er Anfang des Jahres bereits an AA Anapolina verliehen war. Beim Spiel am 22. Mai 2010 gegen den FC Santos, wurde der Offensivspieler von Trainer Geninho in der 74. Minute für Keninha eingewechselt und erzielte zudem den 1:2-Anschlusstreffer, was am Ausgang des Spiels jedoch unbedeutend war. Es war Bokas erster Treffer in einer Ligabegegnung.
Im Sommer 2010 wechselte der Stürmer dann nach Europa, wo er beim türkischen Klub Giresunspor unterzeichnete. Zusammen mit ihm kamen seine Landsmänner Isael da Silva Barbosa und Luiz Gustavo Bergamin in die Türkei. Beim Zweitligisten dauerte es bis November, ehe Boka sein Debüt in der Bank Asya 1. Lig geben konnte. Bereits im zweiten Spiel, am 14. November 2010, erzielte er seinen ersten Treffer für das neue Team. Am Ende der Saison 2010/11 verließ er den Klub wieder um danach in seine Heimat zurückzukehren. Hier spielte in unterklassigen Klubs und versuchte sich noch in Ungarn und Japan, bevor 2018 mit 30 Jahren seine aktive Laufbahn beendete.

## Erfolge
Goianiense
- Série C: 2008
- Aufstieg in die Série A: 2009 (4. Platz)